# Mausohr-Jagdgebiet Leinholz
Mausohr-Jagdgebiet Leinholz este o arie protejată (sit de importanță comunitară — SCI) din Germania întinsă pe o suprafață de 340,09 ha, integral pe uscat.

## Localizare
Centrul sitului Mausohr-Jagdgebiet Leinholz este situat la coordonatele 51°23′15″N 9°51′18″E / 51.3875°N 9.855°E.

## Înființare
Situl Mausohr-Jagdgebiet Leinholz a fost declarat sit de importanță comunitară în februarie 2006 pentru a proteja 1 specie de plante și 2 specii de animale.

## Biodiversitate
Situată în ecoregiunea continentală, aria protejată conține 3 habitate naturale: Păduri de fag Luzulo-Fagetum, Păduri de fag Asperulo-Fagetum, Păduri aluvionare cu Alnus glutinosa și Fraxinus excelsior (Alno-Padion, Alnion incanae, Salicion albae).
La baza desemnării sitului se află mai multe specii protejate:
- plante (1): Vandenboschia speciosa
- mamifere (2): liliac cu urechi mari (Myotis bechsteinii), liliac comun (Myotis myotis)